# (14836) Maxfrisch
(14836) Maxfrisch (1988 CY) – planetoida z pasa głównego asteroid okrążająca Słońce w ciągu 5,69 lat w średniej odległości 3,18 j.a. Odkryta 14 lutego 1988 roku.